# Gina Marie Tolleson

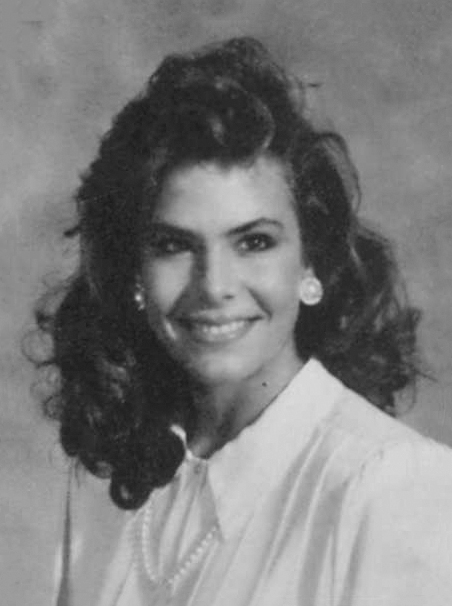
Gina Tolleson (1987)

Gina Marie Tolleson (* 26. März 1969 oder 4. Juni 1970 in Spartanburg) ist ein US-amerikanisches Model und Miss-World-Gewinnerin des Jahres 1990.

## Leben
Gina Tolleson wurde 1969 oder 1970 in Spartanburg in South Carolina geboren und besuchte die Dorman High School im Spartanburg County. 1990 gewann sie zunächst den Titel der Miss South Carolina USA wurde Zweitplatzierte bei den Wahlen zur Miss USA und gewann schließlich als Vertreterin der Vereinigten Staaten den Schönheitswettbewerb der Miss World, der am 8. November 1990 im London Palladium stattfand. 2002 wurde sie Chefredakteurin des Santa Barbara Magazine.

## Familie
Am 13. August 1994 heiratete sie den kanadisch-amerikanischen Schauspieler Alan Thicke, mit dem sie den gemeinsamen Sohn Carter William hat. Die Ehe wurde am 29. September 1999 geschieden.
Mit ihrem zweiten Ehemann Christian Wiesenthal hat sie zwei weitere Kinder, die Söhne Luca, geboren 2005 und Tiago, geboren 2006.